# سیارک ۲۲۷۶
سیارک ۲۲۷۶ (به انگلیسی: 2276 Warck، نامگذاری:1933QA) دو هزار و دویست و هفتاد و ششمین سیارک کشف شده‌است که در ۱۸ اوت ۱۹۳۳ کشف شد.
قدر مطلق سیارک برابر ۱۲٫۹۰ است.